# Patricio D'Amico
Patricio Martín D'Amico (Buenos Aires, Argentina, 10 de febrero de 1975) es un exfutbolista argentino que se desempeñaba como volante. Se recibió como Director Técnico y Educador Deportivo en París, Clairefontaine.  Sus últimos equipos como Director Técnico fueron Fútbol Alcobendas Sport de la Tercera División de España , Accademia Pavese del Ascenso italiano, donde en este último club cumplió un milagro deportivo tomando el equipo en la última posición hasta llevarlo al 6° puesto en 15 partidos. También dirigió el Pavia Calcio 1911 en la temporada 2018. Su último club fue  River Plate de Paraguay (2019) donde fue parte del cuerpo técnico que logró la clasificación a la Copa internacional Sudamericana,primera vez en la Historia del club. 
Ante la renuncia del DT Ignacio González del primer equipo del Club Atlético All Boys luego de 14 encuentros su nombre suena como sucesor inmediato viendo la delicada situación que atraviesa el equipo de Floresta frente a la tabla del descenso.
Es hermano gemelo de Fernando D'Amico.

## Trayectoria

### Como futbolista
Comenzó su carrera en All Boys, junto a su hermano Fernando D'Amico. Luego fue transferido a Racing Club. Decidió bajar de categoría para jugar en la Primera B Nacional con Quilmes, donde jugó con su hermano. Y ambos fueron a jugar al Club Deportivo Badajoz, de la Segunda División de España. Tuvo un breve regreso a la Argentina para jugar en Belgrano de Córdoba.
Luego de volver a Europa se fichó para jugar en el FC Metz de Francia. Más tarde pasó por el ES Wasquehal, regresó al FC Metz y finalmente en el Chateauroux.
En Italia jugó en el AC Legnano de la Tercera División de Italia, y por último bajó una categoría para jugar, primero en el AC Pavia, y luego en el AC Voghera, donde concluyó su carrera deportiva como futbolista profesional.

### Como entrenador
Desde 2012 hasta el 2015 fue entrenador del Deportivo Maldonado, de la Segunda División de Uruguay. En la Provincia de Lombardia italiana dirigió en el 2017 la Academia Pavese y en el 2018 el Pavia Calcio siendo el primer entrenador extranjero en la Historia del Club. En diciembre de 2019, clasificó junto al cuerpo técnico River Plate de Paraguay por primera vez en su historia a la copa Sudamericana 2020.

## Clubes

### Como futbolista
| Club                   | País      | Año       |
| ---------------------- | --------- | --------- |
| All Boys               | Argentina | 1994-1997 |
| Racing Club            | Argentina | 1997      |
| Quilmes Athletic Club  | Argentina | 1997-1998 |
| Club Deportivo Badajoz | España    | 1998-1999 |
| Belgrano (Córdoba)     | Argentina | 1999      |
| FC Metz                | Francia   | 2000-2001 |
| ES Wasquehal           | Francia   | 2001-2002 |
| FC Metz                | Francia   | 2002-2003 |
| Chateauroux            | Francia   | 2003-2005 |
| AC Legnano             | Italia    | 2005-2008 |
| AC Pavia               | Italia    | 2008-2010 |
| AC Voghera             | Italia    | 2010-2012 |

### Como entrenador
| Club                    | País     | Año       |
| ----------------------- | -------- | --------- |
| Deportivo Maldonado     | Uruguay  | 2012-2015 |
| Fútbol Alcobendas Sport | España   | 2015-2016 |
| Accademia Pavese        | Italia   | 2016-2017 |
| Pavia Calcio 1911       | Italia   | 2017-2018 |
| Club River Plate        | Paraguay | 2019-     |